# Kim Hyeon
Pour les articles homonymes, voir Hyeon.
Kim Hyeon (en coréen : 김현) est un monteur sud-coréen, né le 5 août 1948 à Gyeongju.

## Filmographie partielle

### Longs métrages
- 1988 : Chilsu et Mansu (칠수와 만수) de Park Kwang-su
- 1990 : Mayumi (신상옥) de Shin Sang-ok
- 1990 : Mon amour, mon épouse (나의 사랑 나의 신부) de Lee Myeong-se
- 1990 : Black Republic (그들도 우리처럼) de Park Kwang-su
- 1999 : Taeyangeun eobda (김성수) de Kim Seong-su
- 2001 : Musa, la princesse du désert (무사) de Kim Seong-su
- 2002 : Oasis (이창동) de Lee Chang-dong
- 2002 : Resurrection of the Little Match Girl (장선우) de Jang Sun-woo
- 2004 : The President's Barber (임찬상) de Lim Chan-sang
- 2004 : When I Turned Nine (아홉살 인생) de Yoon In-ho
- 2007 : Secret Sunshine (이창동) de Lee Chang-dong
- 2010 : Poetry (이창동) de Lee Chang-dong
- 2011 : The Cat (고양이: 죽음을 보는 두 개의 눈) de Byun Seung-wook
- 2018 : Burning (이창동) de Lee Chang-dong